# Elecciones generales de Sudán de 2000
Las elecciones generales de Sudán de 2000, contemplaron la renovación total de la Asamblea Nacional de Sudán como la elección del Presidente de la República. Se llevaron a cabo en conjunto entre los días 13 y 23 de diciembre de 2000. Se escogieron 360 asientos parlamentarios y el presidente en ejercicio Omar Hasán Ahmad al Bashir, líder del Partido del Congreso Nacional fue reelegido como jefe de Estado.

## Sistema de gobierno

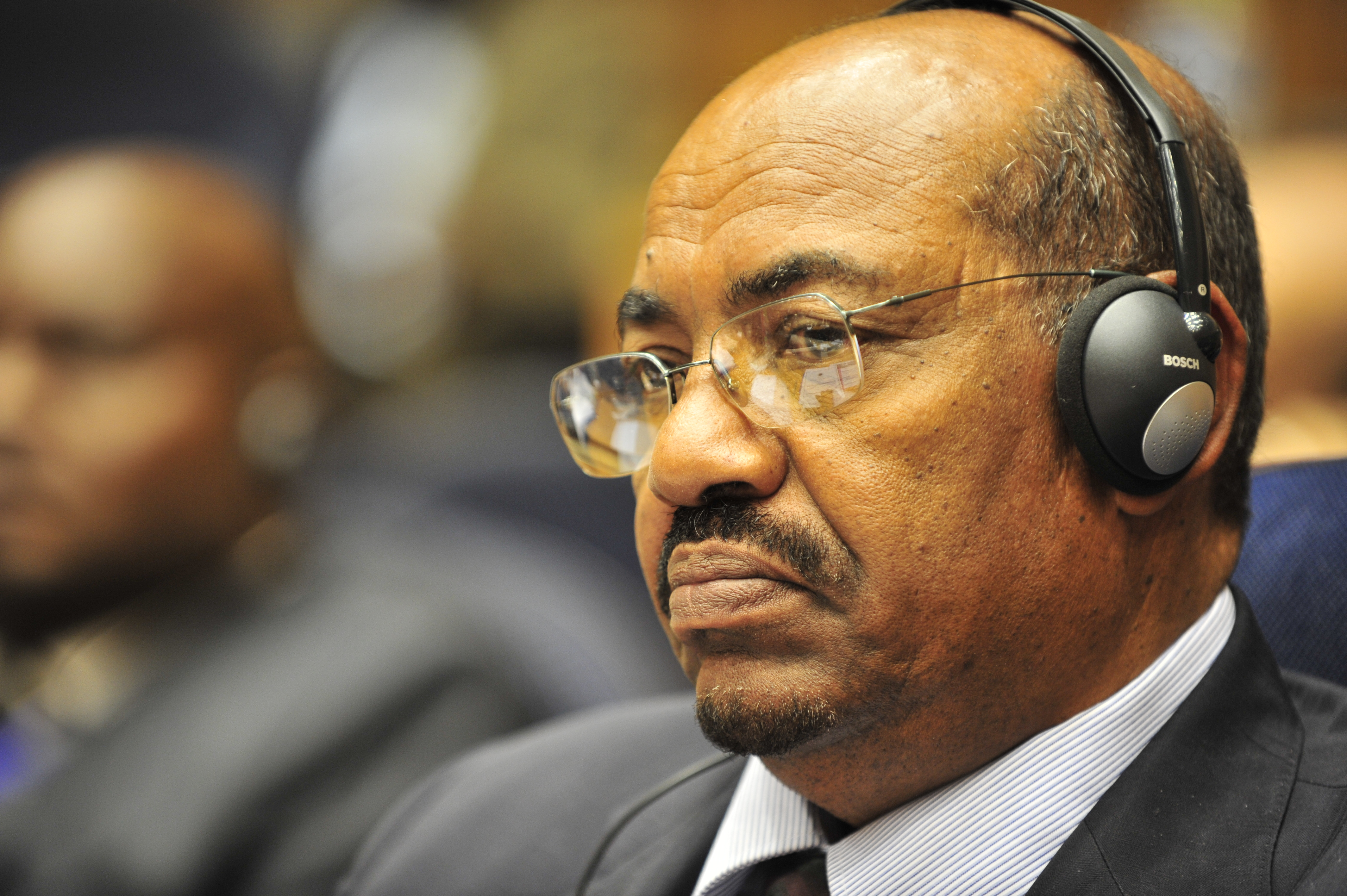
Omar Hasan Ahmad al-Bashir, Presidente de Sudán reelecto en 2000.

Sudán tiene un gobierno autoritario desde que tomó el poder el general Omar Hasan Ahmad al-Bashir en 1989. Sin embargo ha llamado a elecciones para legitimar su autoridad, en las cuales su colectividad, el Partido del Congreso Nacional es la organización política que domina la Asamblea Nacional de Sudán. La Asamblea Nacional de Sudán se compone de 360 asientos parlamentarios y se eligen por provinciase.

## Boicot electoral
Los comicios fueron boicoteados por los partidos de oposición, lo que resultó en una victoria absoluta del Partido del Congreso Nacional, que gobierna desde 1986. Partidos que antes estaban cercanos a la figura de Omar al-Bashir, como el Partido Unionista Democrático, el Partido Nacional Umma y el Partido del Congreso Popular, también se opusieron a participar de las elecciones, para no validar lo que acusaron como fraude electoral.

## Problemas en el sur
Además del boicot electoral estuvo presente los grupos guerrilleros. La elección no se llevó a cabo en tres provincias del sur de Sudán, las que se encontraban tomadas por los rebeldes liderados por el Movimiento de Liberación del Pueblo de Sudán, que se auto marginaron del proceso electoral, y no permitieron la realización normal de los comicios en tres provincias del sur del país, Ecuatoria Occidental, Ecuatoria Central y Ecuatoria Oriental, las que forman parte del Sudán del Sur, que lograría su independencia en 2011, pero que en el 2000 aún pertenecían al régimen sudanés.
Las conversaciones de paz que el gobierno norteamericano intentaba promover en la zona no sirvieron para lograr convencer a los rebeldes que abandonaran su posición para permitir el proceso electoral, por lo que la validez tanto del movimiento como de las elecciones fueron cuestionadas por organismos internacionales, pero la violencia con que actuó la oposición para impedir el libre derecho a sufragio hizo que la comunidad internacional reconociera un nuevo gobierno de Omar al-Bashir

## Resultados electorales

### Presidenciales
|  | 89,5 % |

|  | 9,6 % |

|  | 1,6 % |

|  | 1,3 % |

|  | 1,0 % |

|  | 98,7 % |

|  | 1,3 % |

|  | 71,2 % |

### Asamblea Nacional
|  | 98,6 % |

|  | 1,4 % |

|  | 100,00 % |